# Capoulet-et-Junac
 Capoulet-et-Junac  là một xã ở tỉnh Ariège, thuộc vùng Occitanie ở phía tây nam nước Pháp.